# Latin iskola

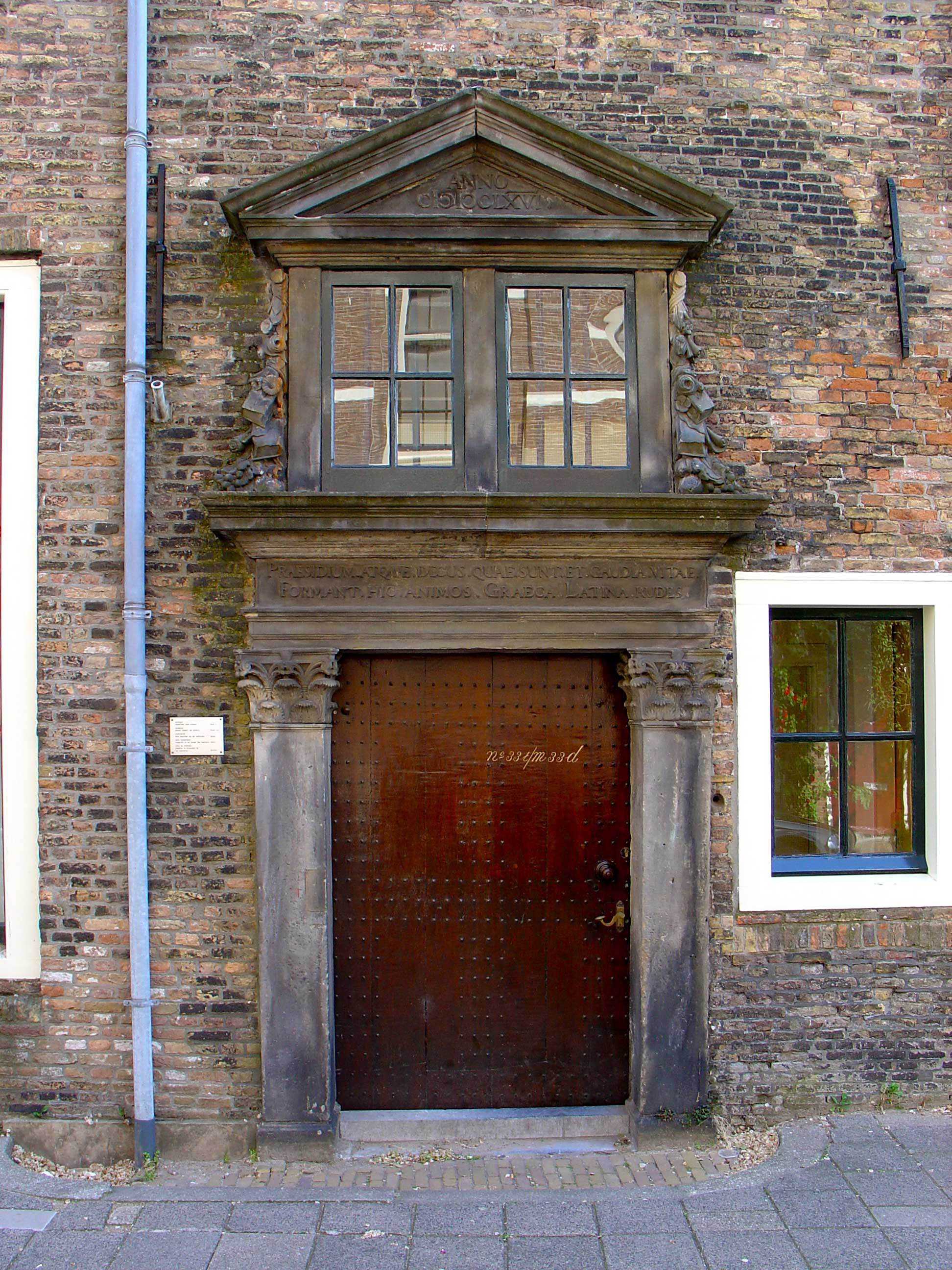
A goudai latin iskola bejárata

A latin iskola középfokú iskolatípus a 17. századi Hollandiában. Az a gyerek, akitől a családja megkívánta, hogy klasszikus műveltségre tegyen szert, a „kisiskola” után a „latin iskolába” került. Egy 1625-ben kelt rendelkezés értelmében a felvételhez elegendő volt az írás, olvasás ismerete. A középfokú oktatás szervezetében a 17. századig teljes volt a zűrzavar. Egy 1625-ben kibocsátott rendelet viszonylagos egységet teremtett. Ettől kezdve a latin iskolát hat, néha négy osztályra osztották. A fiúk rendesen tizenkét éves koruktól tizenhat vagy tizennyolc éves korukig jártak ebbe az iskolába. Lányokat nem vettek fel.
Az iskola ügyintézését a helyi kormányzat tagjaiból és prédikátorokból álló kurátori testületre bízták. Hatáskörébe tartozott a tanárok kinevezése, a tanítványok ellenőrzése, a jutalmak odaítélése és a pénzbüntetések kiszabása.
Szigorú fegyelmet tartottak, gyakoriak voltak a testi fenyítések. Nyáron reggel nyolc órakor, télen kilenc órakor kezdődött a tanítás, tizenegy óráig tartott, majd délután egy vagy két órakor folytatódott négy vagy öt óráig. Az augusztusi háromhetes pihenőn kívül a szünidőt az ünnepnapok sorozatából álló szünnapok jelentették, ezeket bőkezűen osztogatták: a rektor születésnapján, a nyilvános ünnepeken, rendkívüli könyvvásárok vagy kivégzések alkalmával.
Az oktatás legfőbb tárgya a latin nyelv volt: az első három évben a heti harminckét-harmincnégy órából húsz-harminc órát, a második három évben tíz-tizennyolc órát erre fordítottak. A fennmaradt idő megoszlott a vallásoktatás és a szépírás, a felsőbb osztályokban a görög nyelv, a retorika és a logika alapelemeinek tanítása között. A latin iskola elvégzése után az ifjú alkalmassá vált a szakosított tanulmányok elkezdésére valamelyik egyetemen vagy kiváló iskolában.
A század végén a latin iskolák hanyatlásnak indultak. A francia nyelv és kultúra kezdte kiszorítani a latint és az ókori kultúrát.